# Jachara
Die Jachara ist ein 1951 in Norwegen größtenteils aus Holz gebauter Lofotenkutter, der als Skarvholmen unter norwegischer Flagge zum Fischfang eingesetzt war.
Das von der Norddeutschen Gesellschaft für Diakonie in Rendsburg gekaufte Schiff wurde Ende 1976 auf der Kröger-Werft in Rendsburg für die sozialpädagogische Jugendarbeit zum Gaffelschoner umgebaut. Beim Umbau halfen Jugendliche des Jugenddorfs Rendsburg und der Berufsbildungswerke in Husum und Timmendorf. Durch den Umbau wurden Fahrten mit Rollstuhlfahrenden, Gehörlosen oder Sehbehinderten in der Ostsee ermöglicht. Dazu ist das Oberdeck hindernisfrei und die Takelage einfach bedienbar. Während der Eignerschaft des Diakonischen Werks Rendsburg sollen auch Insassen der Hamburger Justizvollzugsanstalt Fuhlsbüttel mit dem Schiff unterwegs gewesen sein.
1999 übernahm Wolfgang Beyer das Schiff. Er betreibt es als Traditionsschiff. Heimathafen ist Eckernförde.